# Lavinthal
Lavinthal (sygnał Lavinthala; w W. Bryt. McKenney) – w brydżu: sygnał wistowy, wskazujący partnerowi w jakim kolorze obrońca posiada wysokie wartości.
- zrzucenie wysokiej blotki sygnalizuje posiadanie wartości w wyższym z pozostałych 2 kolorów (nie kolor wistu i nie atu)
- zrzucenie niskiej blotki sygnalizuje posiadanie wartości w niższym z pozostałych 2 kolorów

Należy ustalić w parze rozgraniczenie - w jakich sytuacjach zrzutka to sygnał Lavinthala, a kiedy inny typ sygnału (np. zrzutka ilościowa). Sytuacja, w której broniący może skutecznie, tj. w sposób zrozumiały dla partnera zastosować sygnał Lavinthala nosi nazwę "pozycja lawintalowa".
Odmiana sygnału Lavinthala stosowana przy dokładaniu nie do koloru nosi w Polsce nazwę "sygnał krakowski" (lub "zrzutka krakowska").

## Lavinthal odwrotny
Analogiczny sygnał wistującego wskazujący drugiemu broniącemu wartości lub kolor wyjścia nosi nazwę "lavinthala odwrotnego" i może być dawany np. przy wyjściu do przebitki.